# 材木町 (津山市)
材木町（ざいもくまち）は岡山県津山市にある地名。郵便番号は708-0031。

## 地理
宮川の西、吉井川の北に位置し、南東端で両河川が合流する。西は伏見町、南は横山、八出、北は山下、東は橋本町、林田町に接する。

## 歴史

### 沿革
- 1889年6月1日 - 町村制施行により、津山城下町の材木町他、宮川以西の町が合併して西北条郡津山町となる。
- 1900年4月1日 - 津山町が東南条郡津山東町を編入するとともに、西北条郡が西西条郡、東南条郡、東北条郡と合併し、苫田郡津山町となる。
- 1923年4月1日 - 苫田郡林田村が町制・改称、津山東町となる。
- 1929年2月11日 - 津山町が周辺の町村と合併し、市制施行し、津山市となる。

## 世帯数と人口
2021年（令和3年）1月1日現在の世帯数と人口は以下の通りである。
| 町丁   | 世帯数 | 人口 |
| ------ | ------ | ---- |
| 材木町 | 56世帯 | 96人 |

## 小・中学校の学区
市立小・中学校に通う場合、学区は以下の通りとなる。
| 番地 | 小学校           | 中学校             |
| ---- | ---------------- | ------------------ |
| 全域 | 津山市立東小学校 | 津山市立北陵中学校 |

## 交通

### 道路
- 国道53号
- 国道179号
- 国道429号

（すべて重複区間）

## 施設
- ナンバホームセンター本部